# Internierungslager im Vereinigten Königreich im Zweiten Weltkrieg
Die Internierungslager im Vereinigten Königreich im Zweiten Weltkrieg dienten dazu, Zivilpersonen aus den Ländern der Achsenmächte festzuhalten, um eine befürchtete Betätigung der Insassen als fünfte Kolonne zu verhindern. Daneben existierten in Großbritannien auch Internierungslager der Polnischen Exilregierung.

## Geschichte

### Kategorisierung der „Enemy Aliens“
Unmittelbar nach Kriegsbeginn beschloss die britische Regierung, alle im Lande lebenden Deutschen und Österreicher ab dem Alter von sechzehn Jahren als Enemy Aliens („feindliche Ausländer“) zu klassifizieren. Sie durften sich nur in einer Zone von drei Meilen um ihren Wohnort bewegen. Der Besitz von Rundfunkgeräten, Kameras und Landkarten war ihnen verboten. Sie wurden drei Kategorien zugeordnet:
- Kategorie A: umgehend zu internieren
- Kategorie B: bis auf weiteres von der Internierung ausgenommen, jedoch unter Beobachtung und mit eingeschränkter Bewegungsfreiheit. Anfangs war es Personen dieser Kategorie nicht mehr erlaubt, Autos oder Fahrzeuge zu besitzen,[2] im zweiten Schritt konnte Hausarrest verhängt werden.[3]
- Kategorie C: ohne Internierung und ohne Beschränkungen

Die Einstufung in die Kategorien erfolgte durch rund 120 örtliche Tribunale, die bis zum Februar 1940 rund 74.000 Fälle prüften.

### Allgemeine Internierung im Mai 1940
Unter dem Eindruck des deutschen Angriffs auf die Niederlande, Belgien, Luxemburg und Frankreich erfolgte am 12. Mai 1940 die umfassende Ausweitung der Internierung („general roundup“) auf die – bisher verschont gebliebenen – männlichen deutschen und österreichischen Staatsbürger aus den Kategorien B und C. Durch „die Internierung sowohl von Männern wie von Frauen, ungeachtet ihres Alters und ihrer Nationalität, die dem Feind dienstbar sind oder dienstbar sein könnten“ wollte die Regierung „die Tätigkeit der fünften Kolonne in diesem Lande unterdrücken“, so Thomas Inskip als britischer Minister für die Dominions (Secretary of State for Dominion Affairs) zur Begründung der Maßnahmen in der Debatte des House of Lords am 12. Juni 1940.
Dies betraf auch die Emigranten: die deutschen und österreichischen Juden, die nach Großbritannien geflüchtet waren, wie etwa Gerhard Leibholz, Thomas Gold, Ludwig Feuchtwanger und Hermann Bondi, sowie andere Nazi-Gegner. Ausgenommen von der Internierung blieben diejenigen mit kriegswichtigen Aufgaben, wie etwa George Weidenfeld als Sprecher beim deutschsprachigen Programm der BBC, sowie Personen, die dank der Intervention britischer Bürgen davon befreit wurden oder wegen guter Verbindungen zu höheren britischen Beamten.
Am 28. Mai 1940 wurden auch in Großbritannien lebende deutsche und österreichische Frauen im Alter von 16 bis 60 Jahren interniert, wie etwa Dora Diamant.
Die Internierung der Italiener folgte unmittelbar auf die italienische Kriegserklärung am 10. Juni 1940.

### Internierungslager in Großbritannien

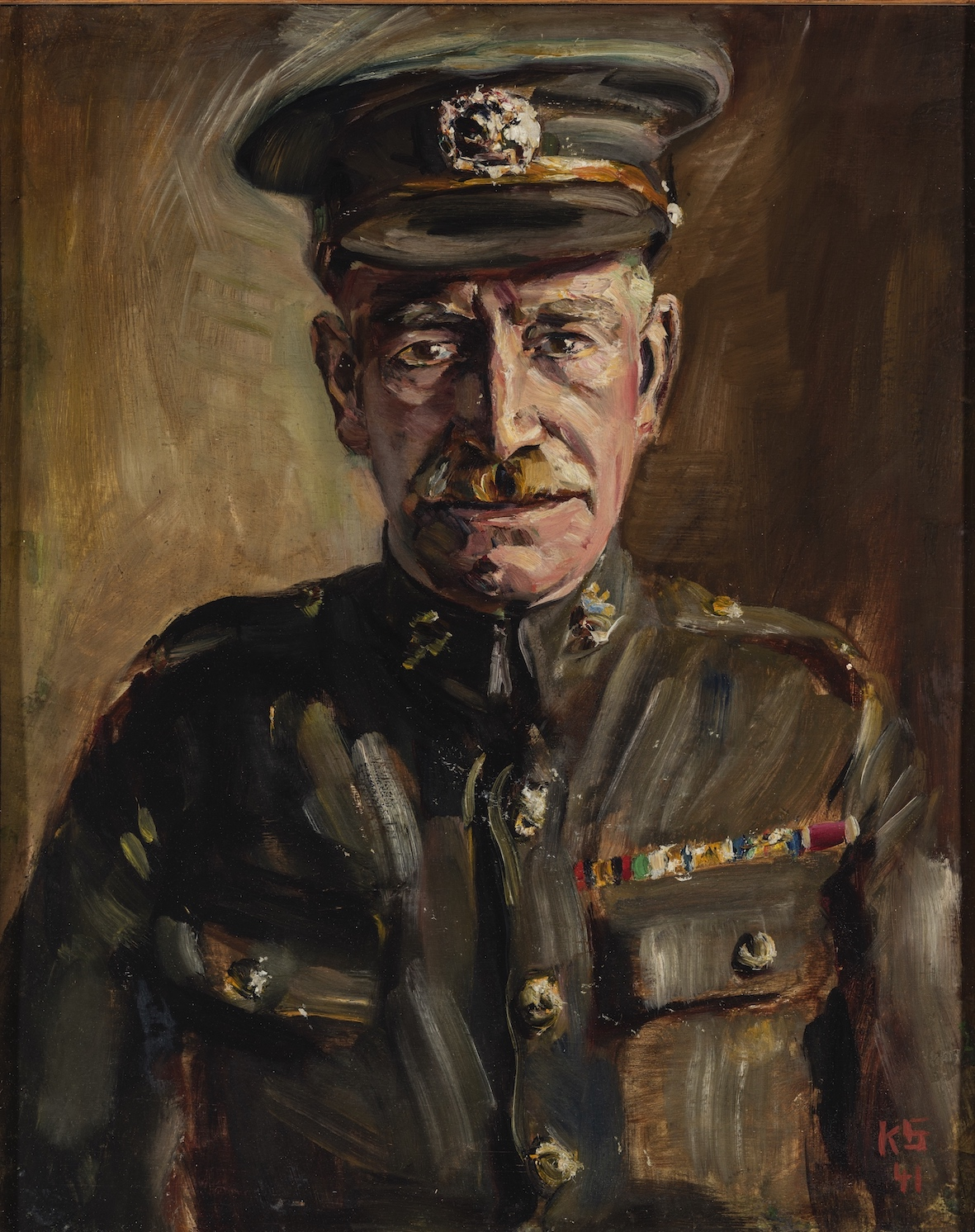
Edward Driscoll, Kommandeur des Hutchinson Internment Camp, gemalt vom Internierungshäftling Kurt Schwitters, 1941

Internierungslager für Zivilisten befanden sich unter anderem in:
- Huyton[9]
- Bury bei Manchester (Warth Mills Internment Camp)[3] wo viele Künstler interniert waren, darunter Kurt Schwitters, Hellmuth Weissenborn, Paul Hamann und der Dirigent, Komponist und Pianist Peter Gellhorn (1912–2004)[10]
- Prees Heath bei Whitchurch in Shropshire[11]
- in und um Glasgow
- Sutton Coldfield
- Lingfield
- Seaton
- Paignton.
- Auf der Isle of Man bestanden sechs Lager, darunter
  - das Hutchinson Internment Camp
  - das Frauenlager Rushen Camp, das nach dem nahegelegenen Dorf auch als Port Erin Women’s Detention Camp bezeichnet wurde. Es wurde am 30. Mai 1940 eröffnet und unterstand nicht der Armee, sondern dem Innenministerium.[12]
- Nahe den Orten Richborough und Sandwich im Nordosten der englischen Grafschaft Kent: Kitchener Camp.

Die Lage der Juden in den Internierungslagern in Großbritannien besserte sich, nachdem der Schwiegersohn des britischen Oberrabbiners Joseph Hertz die Lager besuchen konnte.
Zwischen dem Herbst 1940 und dem Jahresende 1942 wurden die meisten Internierten freigelassen.

### Transporte nach Übersee
Da die Lager in Großbritannien überfüllt waren, boten die Regierungen von Kanada, Neufundland, Australien und Neuseeland an, Internierte in die Lager in ihren Ländern zu übernehmen. Im Juni und Juli 1940 wurden mehr als 7.500 Internierte an Bord der HMS Ettrick, der Sobieski, der Duchess of York, der Dunera und der Arandora Star verschifft. Die Arandora Star wurde auf dem Weg nach Kanada am 2. Juli 1940 westlich von Irland durch U 47 torpediert und versank. An Bord waren 1150 Internierte (712 Italiener und 438 Deutsche) sowie 374 britische Seeleute und Soldaten. Etwa 700 Internierte und 100 Mann der Besatzung starben.

### Internierungslager in den Dominions und in Indien
Im British Empire gab es im Zweiten Weltkrieg Internierungslager in den Dominions.
- Australien
  - Hay (New South Wales)
  - Tatura (Victoria)
- Kanada
  - Red Rock (Ontario)[15]
  - Fredericton (New Brunswick)[16]
- Internierungslager in Indien entstanden aufgrund des Registration of Foreigners Act 1940, so unter anderem in:
  - Ahmednagar
  - Dehra Dun. Dort wurde auch der österreichische Tibetreisende Heinrich Harrer festgehalten.

## Bekannte Internierte
- Bruno Ahrends[17]
- Herbert Ansbach
- Joseph Asher
- Georg Auer
- Kurt Baier
- Gregory Baum
- Kurt Bergel
- Martin Bloch (1883–1954), deutscher Maler
- Hermann Bondi
- Curt Bondy
- Ulrich A. Boschwitz
- Max Braun (Politiker)
- Gerd Buchdahl
- Adolf Buchholz
- William Cohn[18]
- Hugo Dachinger (1908–1995), österreichischer Maler
- Franz Eichenberg
- Norbert Elias[19]
- Hermann Fechenbach
- Ludwig Feuchtwanger
- Carl Ludwig Franck, Architekt aus Berlin[18]
- Anton Walter Freud
- Richard Friedenthal[18]
- Hans G. Furth
- Hans Gál
- Manfred Gans
- Thomas Gold
- Emil Goldmann
- Ilse Gross[18]
- Kurt Hager
- Paul Hamann[18]
- Sebastian Haffner
- Heinrich Harrer
- Hugo Heilbrunn
- Klaus Hinrichsen[20]
- Ludwig Hirschfeld-Mack
- Simon Hochberger
- Paul Jacobsthal[18]
- Kurt Jooss
- Erich Kahn
- Siegbert Kahn
- Walter Kaufmann
- Wolfgang Kittel
- Ernst Kitzinger
- Karl König
- Walter Landauer, Pianist aus Wien[21]
- Wilhelm Levison
- Eric Mandell
- Michael Mellinger
- Walter Nessler (1912–2001), deutscher Maler
- Erich Neumann
- Rudolf Olden
- Henry Ormond
- Rainer Radok
- Uwe Radok
- Marjan Rawicz, polnischer Pianist[18]
- Karl Rix
- Anton Ruh
- Kurt Schwitters
- Richard W. Sonnenfeldt
- Minna Specht
- Eugen Spier (1891–1971), deutscher Finanzier[22]
- Franz Stampfl
- Georg Teltscher
- Fred Uhlman
- Werner van der Zyl
- Hellmuth Weissenborn[18]
- Egon Wellesz[18]
- Josef Wiora
- Eric Wolf
- Erich Wolfsfeld
- Max Zimmering

## Polnische Internierungslager in Großbritannien
Nach dem Sieg der Deutschen Wehrmacht kamen 1940 Tausende polnische Soldaten, die zuvor an der Seite Frankreichs gekämpft hatten, nach Großbritannien. Für diese Unterstützung und anschließend für die Beteiligung an der Verteidigung der Ostküste Schottlands erhielt die Polnische Exilregierung unter Władysław Sikorski das Recht, eigene Stützpunkte in Großbritannien zu errichten, die als polnisches Hoheitsgebiet betrachtet wurden, die nicht der Kontrolle durch die britischen Behörden unterlagen. Die Exilregierung und die Polnische Streitkräfte im Westen (PSZ) nutzten dieses Recht, um mehrere Gefängnisse und Internierungslager in Schottland zu errichten, in denen straffällig gewordene Soldaten und politische Gegner der Exilregierung interniert wurden. Bekannte Lager, in denen die Polen neben politischen Gegnern auch Homosexuelle und Juden wegsperrten, befanden sich in:
- Rothesay auf der Isle of Bute
- in der Nähe des Dorfes Tighnabruaich
- bei Kingledoors
- in Inverkeithing
- bei Auchterarder
- bei Kircaldy (Lager Ladybank).

Die Lager wurden 1946 geschlossen, wann genau ist nicht bekannt. Bekannte Internierte waren etwa Marian Zyndram-Kościałkowski und Isaac Deutscher.